# Гривы (Островский район)
Гривы — деревня в Горайской волости Островского района Псковской области России.

## География
Расположена у реки Синяя, в 28 км к югу от города Остров и в 15 км к юго-западу от волостного центра, села Крюки.

## Население
| 2001 | 2002 | 2010 |
| ---- | ---- | ---- |
| 349  | ↘303 | ↘210 |

Численность населения деревни по состоянию на 2000 год составляет 349 жителей.

## История
До 3 июня 2010 года деревня входила в состав ныне упразднённой Синерецкой волости в качестве её административного центра.